# Одиниця роботи розділення
Одини́ця робо́ти розді́лення (ОРР, англ. Separative work unit, SWU) — одиниця роботи з розділення ізотопів. Для певної зміни ізотопного складу певної суміші потрібна однакова кількість ОРР, незалежно від технології розділення ізотопів.
В ОРР вимірюють витрати, необхідні для отримання речовин із заданою зміною ізотопного складу. Одиниця роботи розділення також добре характеризує можливості обладнання щодо розділення ізотопів.
Для різних технологій розділення ізотопів реальні витрати ресурсів можуть дуже відрізнятися. Наприклад, газодифузійна технологія вимагає 2500 кВт{\displaystyle \cdot }год електроенергії на одиницю розділення, а газові центрифуги витрачають на ту ж роботу 50 кВт{\displaystyle \cdot }год.

## Розрахунок
Оцінити витрати ЕРР на роботу з розділення можна за формулою:
{\displaystyle EPP=M_{1}\cdot V(\alpha _{1})+M_{2}\cdot V(\alpha _{2})-M_{0}\cdot V(\alpha _{0})}
Тут:
{\displaystyle V(\alpha )=(2\alpha -1)\cdot \ln {\alpha  \over {1-\alpha }}} — функція потенціалу розділення.
{\displaystyle \alpha ={M^{235} \over M^{238}+M^{235}}} — ступінь збагачення ізотопної суміші. Відповідно, для сумішей на вході установки ({\displaystyle \alpha _{0}}) і на виході ({\displaystyle \alpha _{1}} і {\displaystyle \alpha _{2}}). {\displaystyle M^{235}} і {\displaystyle M^{238}} — маси ізотопів у складі конкретної суміші.
{\displaystyle M_{0}}, {\displaystyle M_{1}} і {\displaystyle M_{2}} — маси сумішей на вході установки (індекс 0) і на виході (індекси 1 і 2).
За формулою, робота поділу має розмірність кількості речовини. Прийнято домовленість, що 1 ОРР = 1 кг, тому іноді розділювальну потужність обладнання зазначають в одиницях маси. Проте, немає ніякої фізичної маси, відповідної ОРР.

### Приклад розрахунку
Нехай потрібно отримати M1 = 1 кг збагаченого урану. Вміст урану у початковій сировині становить α0 = 0,71 %, у збагаченому урані — α1 = 90 %, у відходах — α2 = 0,2 %. Знайти необхідну масу сировини M0, масу відходів M2 і кількість роботи з поділу ОРР.
Масу сировини M0 і масу відходів M2 знаходимо зі системи лінійних рівнянь
{\displaystyle M_{0}\alpha _{0}-M_{2}\alpha _{2}=M_{1}\alpha _{1};}
{\displaystyle M_{0}(1-\alpha _{0})-M_{2}(1-\alpha _{2})=M_{1}(1-\alpha _{1}).}
Отримуємо
{\displaystyle M_{0}=176,078;M_{2}=175,078.}
Функції потенціалу розділення:
{\displaystyle V(\alpha _{0})=(1-2\cdot 0,0071)\cdot \ln {{1-0,0071} \over 0,0071}=4,870;}
{\displaystyle V(\alpha _{1})=(1-2\cdot 0,9)\cdot \ln {{1-0,9} \over 0,9}=1,758;}
{\displaystyle V(\alpha _{2})=(1-2\cdot 0,002)\cdot \ln {{1-0,002} \over 0,002}=6,188.}
Тоді робота з розділення становитиме
{\displaystyle EPP=1\cdot 1,758+175,078\cdot 6,188-176,078\cdot 4,870=227,532.}

## Збагачення урану
У природному урані міститься 0,72 % ізотопу 235U. Для збагачення урану за ізотопом 235U на завод надходить природний уран, а на виході отримують два потоки: збагачений уран і збіднений уран (так звані відвали). Типові витрати на отримання 1 кг збагаченого урану:
- Для збагачення до 3,6 % з відвалами 0,2 % потрібно 6,7 кг природного урану і 5,7 ОРР.
- Для збагачення до 3,6 % з відвалами 0,3 % потрібно 8,2 кг природного урану і 4,5 ОРР.
- Для збагачення до 90 % з відвалами 0,2 % потрібно 176 кг природного урану і 228 ОРР.
- Для збагачення до 90 % з відвалами 0,3 % потрібно 219 кг природного урану і 193 ОРР.

Чим менше потрібного ізотопу йде у відвал, тим менше потрібно початкової сировини, але тим більшими є витрати ОРР.

### Онлайн калькулятори
Для кількісної оцінки процесу збагачення урану доступні онлайн-калькулятори.

## Роздільна потужність
Одиниця роботи поділу добре характеризує можливості обладнання з розділення ізотопів: конкретне обладнання за певний час здійснює одну і ту ж роботу з розділення ізотопів. Ці можливості обладнання називають роздільною потужністю (роздільною здатністю). Їх вимірюють у похідних одиницях ОРР/рік, які характеризують кількість роботи розділення, яку обладнання здатне виконати за рік.
Оскільки одиниця роботи поділу має розмірність кілограм, то й потужності заводів іноді виражають в одиницях маси: кілограмах або тоннах за рік.

### Світові потужності з розділення ізотопів
Потужності заводів із розділення ізотопів урану в тисячах ОРР згідно з WNA Market Report.
| Країна                                     | Компанія, завод                         | 2012  | 2013  | 2015  | 2018  | 2020   |
| ------------------------------------------ | --------------------------------------- | ----- | ----- | ----- | ----- | ------ |
| Росія                                      | Росатом                                 | 25000 | 26000 | 26578 | 28215 | 28663  |
| Німеччина, Голландія, Англія               | URENCO                                  | 12800 | 14200 | 14400 | 18600 | 14900  |
| Франція                                    | Orano                                   | 2500  | 5500  | 7000  | 7500  | 7500   |
| Китай                                      | Китайська національна ядерна корпорація | 1500  | 2200  | 4220  | 6750  | 10700+ |
| США                                        | URENCO                                  | 2000  | 3500  | 4700  | ?     | 4700   |
| Пакистан, Бразилія, Іран, Індія, Аргентина |                                         | 100   | 75    | 100   | ?     | 170    |
| Японія                                     | JNFL                                    | 150   | 75    | 75    | ?     | 75     |
| США                                        | USEC: Paducah & Piketon                 | 5000  | 0     | 0     | 0     | 0      |
| п о р                                      | Разом                                   | 49000 | 51550 | 57073 | 61111 | 66700  |

### Ціни на ОРР
У 1990-х і 2000-х, аж до 2006 року, спотові ціни коливалися поблизу 100 дол. США за ОРР при збагаченні урану. Потім ціна почала зростати і до 2009 року досягла піку 160 дол. США. Від 2011 року ціна плавно падала, пробивши до 2018 року позначку 40 дол. США.